# Diocesi di Périgueux

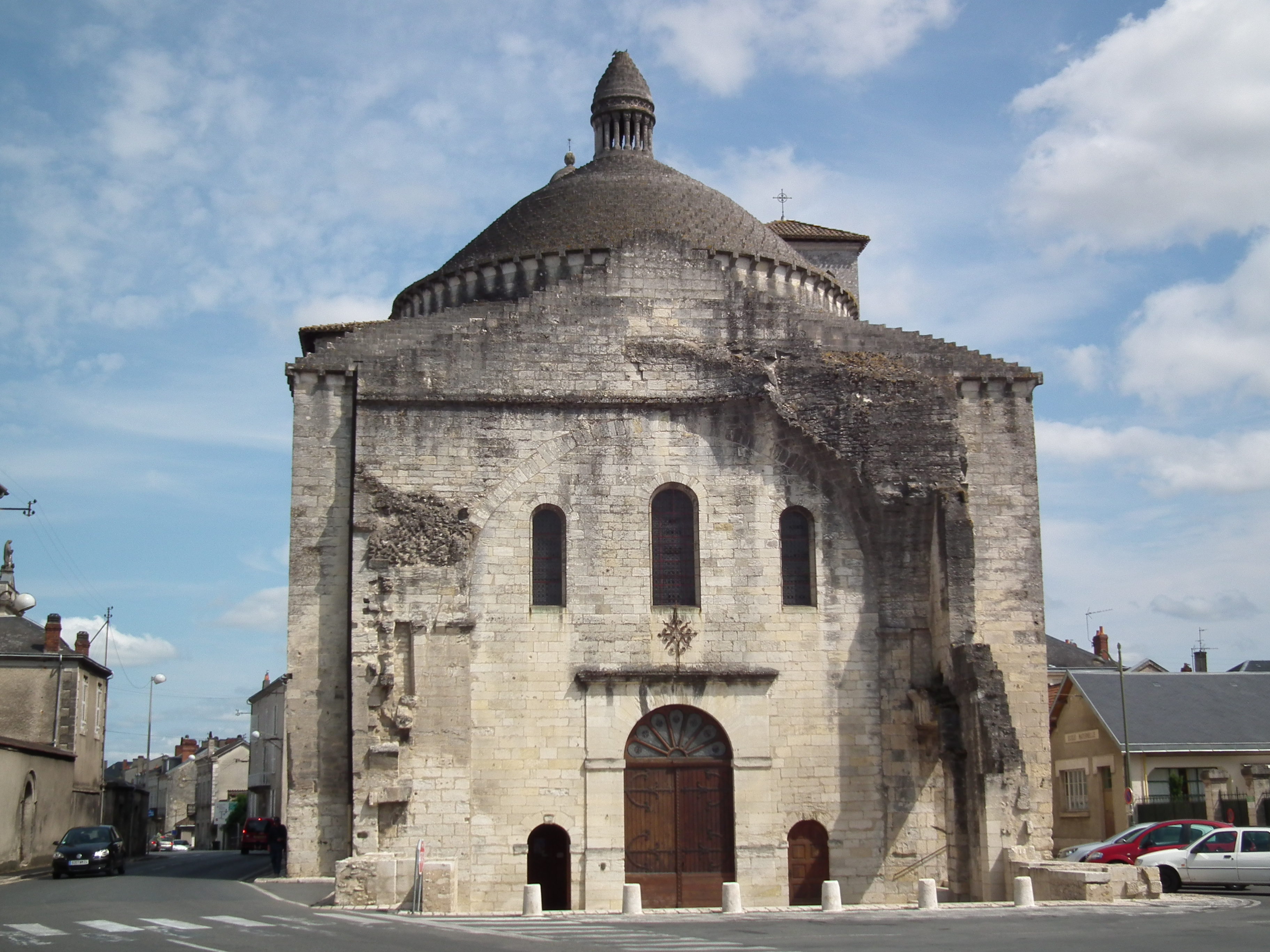
La primitiva cattedrale di Saint-Étienne-de-la-Cité.

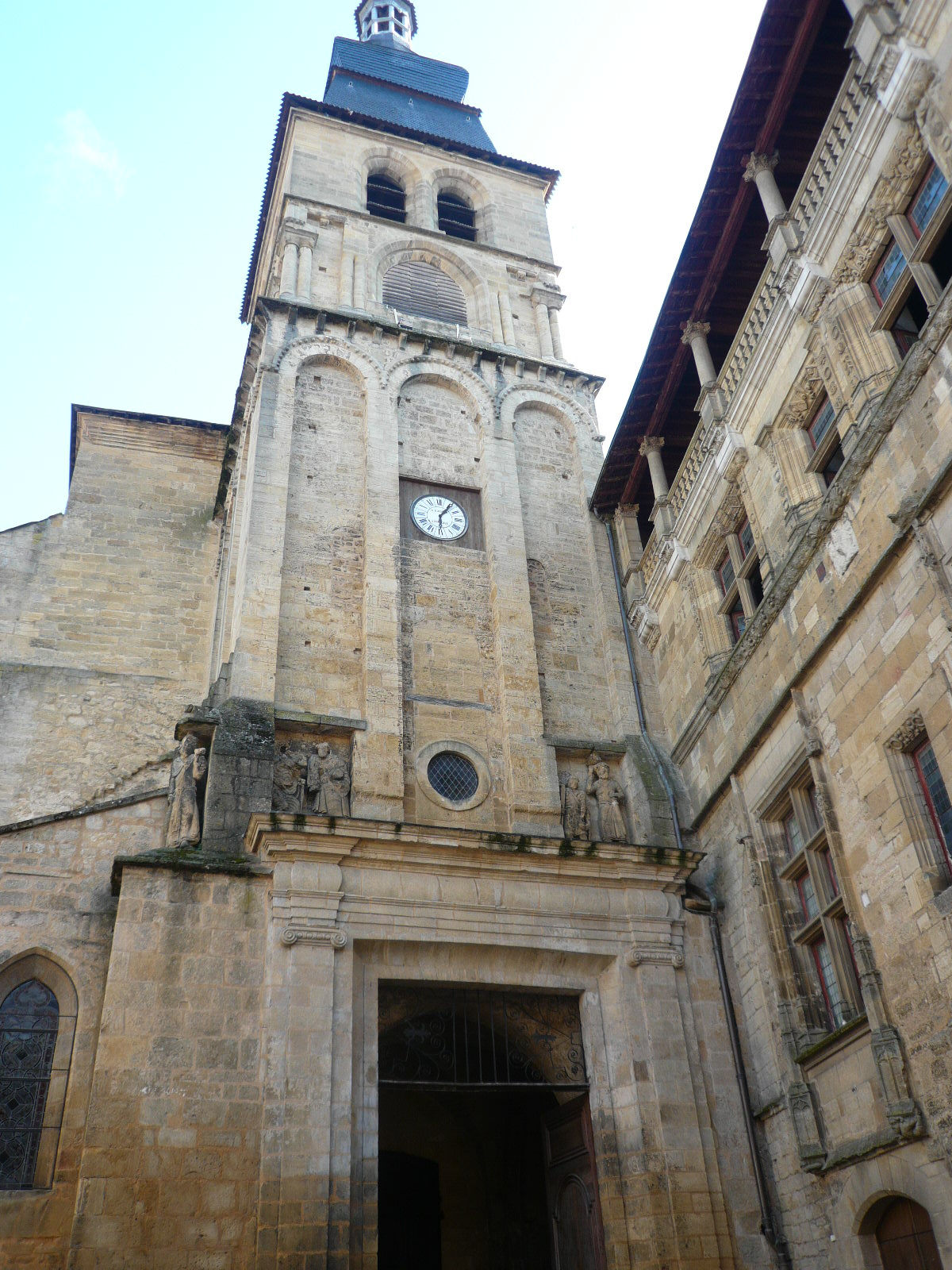
L'ex cattedrale di San Sacerdote a Sarlat-la-Canéda

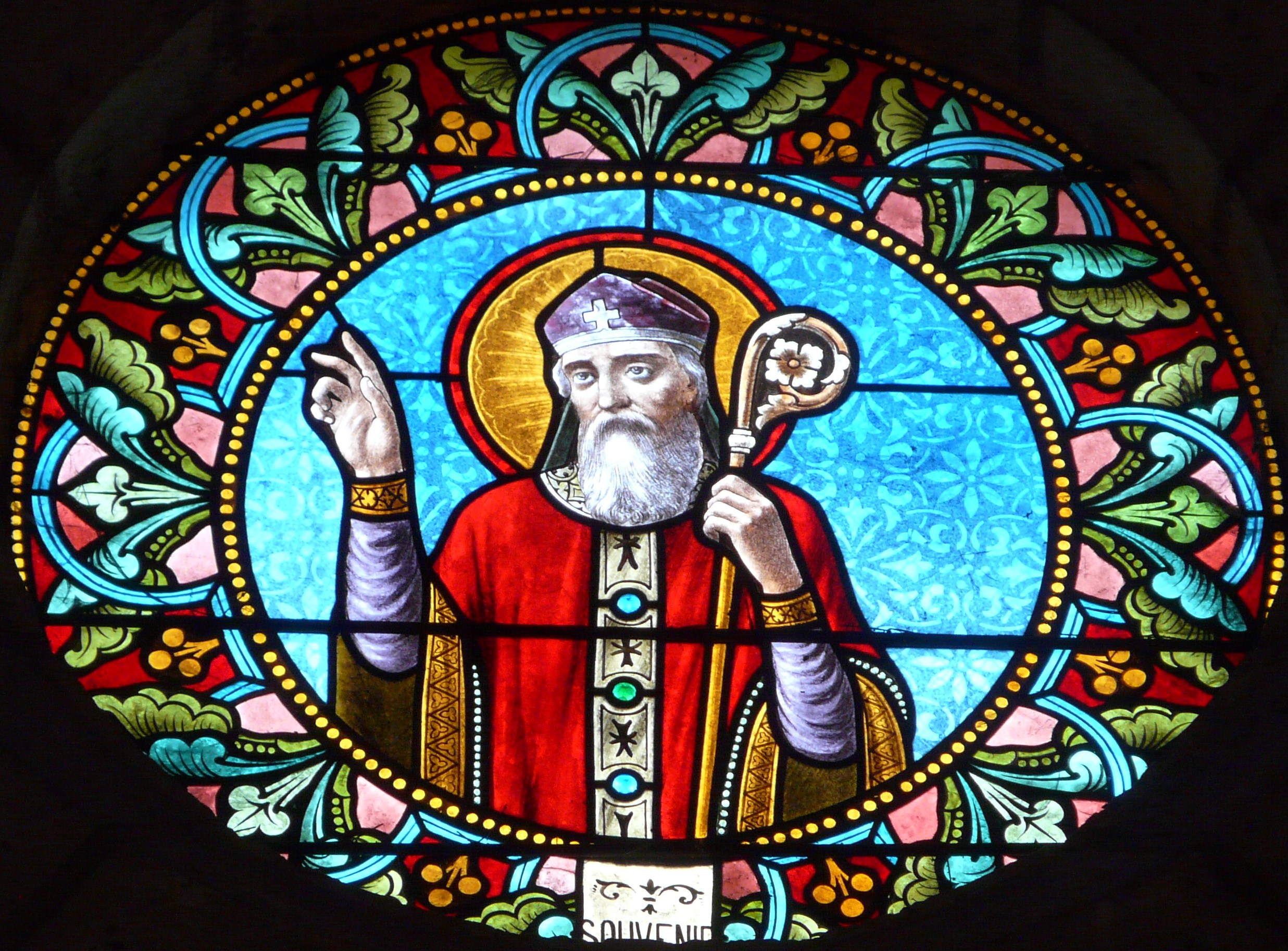
Vetrata rappresentante San Frontone nella chiesa di Lalinde.

La diocesi di Périgueux (in latino Dioecesis Petrocoricensis) è una sede della Chiesa cattolica in Francia suffraganea dell'arcidiocesi di Bordeaux. Nel 2023 contava 369.700 battezzati su 423.278 abitanti. È retta dal vescovo Philippe Mousset.
Ai vescovi di Périgueux è concesso di portare il titolo di "vescovi di Sarlat" (Sarlatensis).

## Territorio
La diocesi comprende il dipartimento francese della Dordogna.
Sede vescovile è la città di Périgueux, dove si trovano la cattedrale di San Frontone e l'ex cattedrale di Santo Stefano di Città. A Sarlat-la-Canéda sorge l'ex cattedrale di San Sacerdote.
Il territorio è suddiviso in 25 parrocchie.

## Storia
La diocesi è attestata a partire dal IV secolo, suffraganea dell'arcidiocesi di Bordeaux, sede metropolitana della provincia romana dell'Aquitania seconda. La tradizione considera san Frontone il primo vescovo di Périgueux, sebbene alcune biografie del X e XIII secolo abbiano individuato un'identità con un omonimo santo egiziano della Nitria. Il primo vescovo di cui esistano riscontri storici è Paterno, che reggeva la diocesi dopo la metà del IV secolo e che venne deposto attorno al 360 in quanto partigiano dell'arianesimo.
Nel IX secolo la città viene colpita dai Normanni e in questo periodo il catalogo dei vescovi si interrompe, benché vengano tradizionalmente menzionati dei vescovi di dubbia esistenza. Di certo, la diocesi si riprese sul finire del X secolo con il vescovo Frotario, che fondò un monastero in onore di san Frontone in località Puy-Saint-Front. Il 13 agosto 1317 cedette una porzione del suo territorio a vantaggio dell'erezione della diocesi di Sarlat.
Nel corso delle guerre di religione del XVI secolo, Périgueux venne conquistata dai Calvinisti nel 1575 e rimase in loro mano fino al 1581. In questo contesto molti monumenti cattolici furono distrutti, venne danneggiata la cattedrale di Saint-Étienne-de-la-Cité (1577), e le stesse reliquie di san Frontone furono gettate nella Dordogna. Nel 1624 il vescovo François de La Béraudière istituì il seminario diocesano. Nel 1669 la cattedrale fu traslata dall'antica chiesa di Santo Stefano alla chiesa di San Frontone.
In seguito al concordato il 29 novembre 1801 con la bolla Qui Christi Domini di papa Pio VII la diocesi fu soppressa e il suo territorio incorporato nella diocesi di Angoulême. Nel giugno 1817 fra Santa Sede e governo francese fu stipulato un nuovo concordato, cui fece seguito il 27 luglio la bolla Commissa divinitus, con la quale il papa restaurava la sede di Périgueux. Fu nominato anche un nuovo vescovo, Alexandre de Lostanges-Saint-Alvère. Tuttavia, poiché il concordato non entrò in vigore in quanto non ratificato dal Parlamento di Parigi, l'erezione della diocesi e la nomina del vescovo non ebbero effetto.
La diocesi fu ristabilita definitivamente il 6 ottobre 1822 con la bolla Paternae charitatis di papa Pio VII, ricavandone il territorio dalla diocesi di Angoulême. Il 17 giugno 1854 i vescovi di Périgueux ottennero il diritto di aggiungere al proprio titolo quello della diocesi soppressa di Sarlat, la cui sede è compresa nei confini diocesani.

## Cronotassi dei vescovi
Si omettono i periodi di sede vacante non superiori ai 2 anni o non storicamente accertati.
- San Frontone †
- Aniano †[2]
- Paterno † (prima del 356 - circa 360 deposto)[3]
- Pegasio † (prima metà del V secolo)[4]
- Cronopio † (prima del 506 - dopo il 533)
- Sabaudo † (menzionato nel 540/542 circa)
- Carterio † (prima del 582 - dopo il 585)
- Saffario † (menzionato nel 590)
- Aggo † (menzionato nel 614)[5]
- Austerio † (menzionato nel 630)
- Ermenomario † (menzionato nel 673/675)[6]
- Bertrando †
- Raimondo I †
- Ainardo †
- Sebaldo †[7]
- Frotario (o Fraterno) † (prima del 976 - 8 dicembre 991 deceduto)
- Martin de La Marche et de Périgord † (992 - 1000 deceduto)
- Rodolphe de Coué † (1000 - 1003 deceduto)
- Arnaud de Vitabre † (prima del 1009 - 1036 o 1037 deceduto)
- Géraud de Gourdon † (circa 1037 - 21 marzo 1059 deceduto)
- Guillaume de Montberon † (1060 - febbraio 1081 deceduto)
- Renaud de Tivier † (1081 - novembre 1099 deceduto)
- Raimond II † (1100 - 1101)
- Guillaume d'Auberoche † (1102 - circa 1129 deceduto)
- Guillaume de Nanclars † (1130 - 29 dicembre 1138 deceduto)
- Geoffroi de Cauze † (1138 - 1142)
- Pierre I † (1142 - 1147)
- Raimond de Mareuil † (1148 - 1158 nominato arcivescovo di Bordeaux)
- Jean d'Assida † (1160 - 3 maggio 1169 deceduto)
- Pierre Minet † (1169 - 11 aprile 1182 deceduto)
- Raimond de Pons † (1182 o 1183 - ?)
- Adhémar de La Torre † (1185 - 1197 dimesso)
- Raimond de Châteauneuf † (1197 - 1210 deposto)
- Raoul de Lastours de Laron † (circa 1210 - ?)
- Raimond de Pons † (prima del 1220 - dopo ottobre 1232 dimesso)
- Pierre de Saint-Astier † (dopo il 27 luglio 1233 - prima del 18 novembre 1267 dimesso)
- Elie Pilet † (19 aprile 1268 - 10 maggio 1279 nominato patriarca di Gerusalemme)
- Raimond d'Auberoche † (7 giugno 1279 - dopo il 1294)
- Audouin † (1297 - circa 1312 deceduto)
- Raimond VII † (28 gennaio 1314 - 1341 deceduto)
- Guillaume Audibert † (1º ottobre 1341 - 1347 deceduto)
  - Adhémar II † (8 giugno 1347 - 1347 deceduto) (vescovo eletto)
- Arnaud de Villemur, C.R.S.A. † (15 ottobre 1347 - 13 febbraio 1348 nominato vescovo di Pamiers)
- Guillaume de la Garde † (13 febbraio 1348 - 27 luglio 1349 nominato arcivescovo di Braga)
- Pierre Pin † (27 luglio 1349 - 18 novembre 1350 nominato arcivescovo di Benevento)
- Obbedienza romana:
  - Pierre †
  - Adhémar †
  - Guillaume Lefèvre (Fabri), O.F.M. † (3 gennaio 1401 - ?)[8]
- Obbedienza avignonese:
  - Elie Servient † (24 ottobre 1384 - dopo il 1385 deceduto)
  - Pierre de Durfort, O.P. † (22 marzo 1387 - dopo il 1400 deceduto)
  - Raimond de Castalnau-Bretonoux † (24 gennaio 1404 - 28 giugno 1413 nominato vescovo di Lombez)
  - Etienne, O.P. † (6 dicembre 1415 - ?)
- Bérenger d'Arpajon[9] † (14 marzo 1414 - circa 1436 deceduto)
- Hélie de Bourdeilles, O.F.M.Conv. † (18 novembre 1437 - 16 maggio 1468 nominato arcivescovo di Tours)
- Raoul du Fou † (8 giugno 1468 - 6 luglio 1470 nominato vescovo di Angoulême)
- Geoffroi de Pompadour † (6 luglio 1470 - 15 marzo 1486 nominato vescovo di Le Puy-en-Velay)
- Gabriel du Mas † (15 marzo 1486 - 1500 deceduto)
- Geoffroi de Pompadour † (20 luglio 1500 - 1511 deceduto) (per la seconda volta)
- Gui de Castelnau-Bretenoux † (3 dicembre 1511 - 1522 dimesso)
- Jacques de Castelnau-Bretenoux † (22 dicembre 1522 - 10 agosto 1524 deceduto)
- Jean de Plas † (23 aprile 1525 - 4 agosto 1531 nominato vescovo di Bazas)
- Foucaud de Bonneval † (4 agosto 1531 - 1540 deceduto)
  - Claude de Longwy de Givry † (27 agosto 1540 - 27 agosto 1541 dimesso) (amministratore apostolico)
  - Agostino Trivulzio † (27 agosto 1541 - 30 marzo 1548 deceduto) (amministratore apostolico)
- Jean de Lustrac † (17 agosto 1548 - 18 luglio 1550 deceduto)
- Geoffroi de Pompadour † (20 ottobre 1550 - 1552 deceduto)
- Gui Bouchard d'Aubeterre † (30 aprile 1554 - 1560 deceduto)
- Pierre Fournier † (31 gennaio 1561 - 14 luglio 1575 deceduto)
- François de Bourdeille † (19 novembre 1576 - 1600 dimesso)
- Jean Martin † (15 o 24 maggio 1600 - 5 gennaio 1612 deceduto)
- François de La Béraudière † (17 febbraio 1614 - 14 maggio 1646 deceduto)
  - Jean d'Estrades † (luglio 1646 - 10 febbraio 1648 nominato vescovo di Condom) (vescovo eletto)
- Philibert de Brandon † (28 settembre 1648 - 1652 deceduto)
- Cyr de Villers-la-Faye † (21 luglio 1653 - 4 maggio 1665 deceduto)
- Guillaume le Boux † (15 dicembre 1666 - 4 agosto 1693 deceduto)
- Daniel de Francheville † (9 novembre 1693 - 26 maggio 1702 deceduto)
- Pierre Clément † (25 settembre 1702 - 8 gennaio 1719 deceduto)
  - Sede vacante (1719-1721)
- Michel d'Argouges † (16 giugno 1721 - 13 novembre 1731 deceduto)
- Jean-Chrétien de Macheco de Prémeaux † (31 marzo 1732 - 28 novembre 1771 deceduto)
- Gabriel-Louis de Rougé † (30 marzo 1772 - novembre 1772 deceduto)
- Emmanuel-Louis de Grossoles de Flamarens † (14 giugno 1773 - giugno 1815 deceduto)[10]
  - Sede soppressa (1801-1822)
- Alexandre-Charles-Louis-Rose de Lostanges-Saint-Alvère † (1º ottobre 1817 - 11 agosto 1835 deceduto)[11]
- Thomas-Marie-Joseph Gousset † (1º febbraio 1836 - 13 luglio 1840 nominato arcivescovo di Reims)
- Jean-Baptiste-Amédée Georges-Massonnais † (14 dicembre 1840 - 20 dicembre 1860 deceduto)
- Charles-Théodore Baudry † (18 marzo 1861 - 28 marzo 1863 deceduto)
- Nicolas-Joseph Dabert † (28 settembre 1863 - 28 febbraio 1901 deceduto)
- François-Marie-Joseph Delamaire † (18 aprile 1901 - 3 settembre 1906 dimesso[12])
- Henri-Louis-Prosper Bougoin † (12 settembre 1906 - 1º gennaio 1915 deceduto)
- Maurice-Louis-Marie Rivière † (1º giugno 1915 - 9 luglio 1920 nominato arcivescovo di Aix)
- Christophe-Louis Légasse † (13 agosto 1920 - 30 luglio 1931 deceduto)
- Georges-Auguste Louis † (16 agosto 1932 - 3 agosto 1965 dimesso[13])
- Jacques-Julien-Émile Patria † (3 agosto 1965 - 15 ottobre 1988 dimesso)
- Gaston Élie Poulain, P.S.S. † (15 ottobre 1988 succeduto - 5 marzo 2004 ritirato)
- Michel Pierre Marie Mouïsse (5 marzo 2004 - 18 giugno 2014 ritirato)
- Philippe Mousset, dal 18 giugno 2014

## Statistiche
La diocesi nel 2023 su una popolazione di 423.278 persone contava 369.700 battezzati, corrispondenti all'87,3% del totale.
| anno | popolazione | popolazione | popolazione | presbiteri | presbiteri | presbiteri | presbiteri                | diaconi | religiosi | religiosi | parrocchie |
| anno | battezzati  | totale      | %           | numero     | secolari   | regolari   | battezzati per presbitero | diaconi | uomini    | donne     | parrocchie |
| ---- | ----------- | ----------- | ----------- | ---------- | ---------- | ---------- | ------------------------- | ------- | --------- | --------- | ---------- |
| 1950 | 381.000     | 386.000     | 98,7        | 359        | 334        | 25         | 1.061                     |         | 40        |           | 536        |
| 1969 | 360.000     | 374.073     | 96,2        | 255        | 229        | 26         | 1.411                     |         | 28        | 520       | 126        |
| 1980 | 367.000     | 374.000     | 98,1        | 222        | 180        | 42         | 1.653                     | 1       | 74        | 420       | 538        |
| 1990 | 387.000     | 395.000     | 98,0        | 172        | 146        | 26         | 2.250                     | 4       | 64        | 332       | 538        |
| 1999 | 303.000     | 394.000     | 76,9        | 148        | 130        | 18         | 2.047                     | 7       | 52        | 275       | 30         |
| 2000 | 304.000     | 396.000     | 76,8        | 148        | 133        | 15         | 2.054                     | 9       | 49        | 270       | 30         |
| 2001 | 305.000     | 396.000     | 77,0        | 147        | 130        | 17         | 2.074                     | 9       | 53        | 240       | 30         |
| 2002 | 280.000     | 390.000     | 71,8        | 139        | 123        | 16         | 2.014                     | 9       | 52        | 220       | 30         |
| 2003 | 290.000     | 390.000     | 74,4        | 137        | 122        | 15         | 2.116                     | 9       | 55        | 191       | 30         |
| 2004 | 290.000     | 390.000     | 74,4        | 117        | 101        | 16         | 2.478                     | 11      | 42        | 214       | 30         |
| 2013 | 355.900     | 412.082     | 86,4        | 91         | 77         | 14         | 3.910                     | 9       | 44        | 140       | 28         |
| 2016 | 367.538     | 429.579     | 85,6        | 73         | 61         | 12         | 5.034                     | 10      | 31        | 108       | 28         |
| 2019 | 370.000     | 432.580     | 85,5        | 73         | 59         | 14         | 5.068                     | 13      | 40        | 104       | 26         |
| 2021 | 366.500     | 419.600     | 87,3        | 64         | 52         | 12         | 5.726                     | 13      | 33        | 78        | 26         |
| 2023 | 369.700     | 423.278     | 87,3        | 60         | 46         | 14         | 6.161                     | 13      | 30        | 66        | 25         |